# 児玉兼慎
児玉 兼慎（こだま けんしん、2001年12月25日 - ）は、日本のキックボクサー。愛媛県新居浜市出身。K-1ジム三軒茶屋シルバーウルフ所属。

## 略歴
2019年3月に全日本新空手道連盟主催「第30回全日本新空手道選手権大会 K-2 GRAND PRIX 2019」に出場し、軽中量級で優勝。特別賞として「ガッツファイト賞」を受賞した。優勝特典として同年6月にONE Championshipの練習拠点であるシンガポールのメガジム「EVOLVE」のトレーニングキャンプ遠征に参加。
2020年1月に『格闘代理戦争』（AbemaTV）に出演し、魔裟斗率いる魔裟斗軍の選手として「10代同士によるスペシャルマッチ」に出場し、不可思率いる不可思団の伊藤渚と対戦し判定勝利。同年11月にKrushでキックボクサーとしてプロデビューし、古宮晴に判定勝利。プロ2戦目では提髪和希に判定で敗北するが、その後3連勝。
2023年2月に第4代Bigbangスーパーライト級王者の昇也からダウンを奪って勝利し、6月にKNOCK OUTとの対抗戦で大谷翔司に判定負け。2024年1月に第6代Krushライト級王者・瓦田脩二にKO勝利。
2024年6月開催の「Krush.162」の対戦カード発表会見に出席し、龍華との対戦を発表。龍華に対して執拗に挑発し、会見終盤では「いろいろな格闘技があるけれど、BreakingDownとか見ているヤツら、厳しいって。モテない。そいつらは黙って俺らの試合を見ろ。じゃないと厳しい」などと発言した。その後、練習中に右第3中足骨骨折により全治2か月と診断されたため「Krush.162」を欠場。同年12月に開催された「Krush.168」では、元Krushライト級王者の伊藤健人に判定勝利。
2025年2月開催の「Krush.171」の記者会見ではライト級ワンデートーナメントに出場することが発表され、同トーナメントに出場する天野颯大、弘輝らを挑発すると乱闘に発展。同トーナメントに出場する昇也は乱闘を見て「BreakingDownのオーディションみたいで面白かったです」と話した。トーナメントでは天野颯大に判定負けし、1回戦で敗退したが、この試合を観た武尊は「めちゃくちゃ良い試合だった」とXに投稿し、K-1プロデューサーの宮田充もこの試合をベストバウトに選出した。
2025年3月14日、レオナ・ペタスが開催した記者会見にて永坂吏羅とともにレオナ・ペタス率いるK-1反体制ユニット「RibelLion」への加入を表明。永坂による大久保琉唯への批難に同調し「イケメンって詰まらないのって知ってます？本当に詰まらないですよ。顔だけで生きているから。結構イケメンを見て来たけど、まとめてマジで詰まらない」などと発言した。
2025年4月に開催された「Krush.173」のメインイベントで上野空大と対戦し、3ラウンド終了間際に左フックでKO勝利。試合直後に「RibelLion」がリングに乱入し、勝利者トロフィーを股間にあてがうパフォーマンスを見せるとブーイングが起こった。
2025年5月31日に横浜BUNTAIでK-1が開催した「K-1 BEYOND」を会場で観戦していたBreakingDown選手の井原良太郎、村田将一らを挑発し、村田にペットボトルの水を噴射すると乱闘に発展。その場にいた木村“フィリップ”ミノルや朝久兄弟（朝久裕貴、朝久泰央）らが制止する事態となった。K-1プロデューサーの宮田充は大会後の総括の場で児玉がSNS上でBreakingDownの選手と揉めている件について触れ、以下のように話した。

## 戦績

### プロキックボクシング
| キックボクシング 戦績 | キックボクシング 戦績 | キックボクシング 戦績 | キックボクシング 戦績 | キックボクシング 戦績 | キックボクシング 戦績 | キックボクシング 戦績 |
| --------------------- | --------------------- | --------------------- | --------------------- | --------------------- | --------------------- | --------------------- |
| 11 試合               | (T)KO                 | 判定                  | その他                | 引き分け              | 無効試合              |                       |
| 8 勝                  | 3                     | 5                     | 0                     | 0                     | 0                     |                       |
| 3 敗                  | 0                     | 3                     | 0                     | 0                     | 0                     |                       |

| 勝敗 | 対戦相手           | 試合結果                  | 大会名                                      | 開催年月日     |
| ○    | 上野空大           | 3R 2:11 TKO (パンチ連打)  | Krush.173                                   | 2025年4月29日  |
| ×    | 天野颯大           | 3R終了+延長1R終了 判定0-3 | Krush.171                                   | 2025年2月24日  |
| ○    | 伊藤健人           | 3R終了 判定3-0            | Krush.169                                   | 2024年12月8日  |
| ○    | 瓦田脩二           | KO                        | Krush.157                                   | 2024年1月28日  |
| ×    | 大谷翔司           | 3R終了 判定0-3            | AZABU PRESENTS Krush.150                    | 2023年6月16日  |
| ○    | 昇也               | 3R終了 判定3-0            | Krush.146                                   | 2023年2月25日  |
| ○    | 大利賢佑           | 3R終了 判定3-0            | Krush.142                                   | 2022年10月28日 |
| ○    | 迅也               | KO                        | Bigbang.42                                  | 2022年6月12日  |
| ○    | 赤田プレイボイ功輝 | 3R終了 判定3-0            | Krush.129                                   | 2021年9月24日  |
| ×    | 提髪和希           | 3R終了 判定0-3            | K-1 WORLD GP 2021 JAPAN ～K’FESTA.4 Day.2～ | 2021年3月28日  |
| ○    | 古宮晴             | 3R終了 判定3-0            | Krush.119                                   | 2020年11月27日 |